# Hodostates kotenkoi
Hodostates kotenkoi là một loài tò vò trong họ Ichneumonidae.